# Giro di Romandia 1984
Il Giro di Romandia 1984, trentottesima edizione della corsa, si svolse dall'8 al 13 maggio su un percorso di 769 km ripartiti in 6 tappe e un cronoprologo, con partenza a Meyrin e arrivo a Saint-Imier. Fu vinto dall'irlandese Stephen Roche della La Redoute davanti agli svizzeri Jean-Marie Grezet e Niki Rüttimann.

## Tappe
| Tappa  | Data      | Percorso                                      | km   | Vincitore di tappa  | Leader cl. generale |
| ------ | --------- | --------------------------------------------- | ---- | ------------------- | ------------------- |
| Prol.  | 8 maggio  | Meyrin > Meyrin (cron. individuale)           | 6,25 | Laurent Fignon      | Laurent Fignon      |
| 1ª     | 9 maggio  | Meyrin > Vevey                                | 109  | Fons De Wolf        | Fons De Wolf        |
| 2ª     | 10 maggio | Vevey > Crans-Montana                         | 181  | Robert Millar       | Robert Millar       |
| 3ª     | 11 maggio | Crans-Montana > Losanna                       | 137  | Bernard Vallet      | Robert Millar       |
| 4ª     | 12 maggio | Losanna > Porrentruy                          | 206  | Laurent Fignon      | Laurent Fignon      |
| 5ª     | 13 maggio | Porrentruy > Saint-Imier                      | 104  | Johan van der Velde | Robert Millar       |
| 6ª     | 13 maggio | Saint-Imier > Saint-Imier (cron. individuale) | 26,1 | Jean-Marie Grezet   | Stephen Roche       |
| Totale | Totale    | Totale                                        | 769  |                     |                     |

## Dettagli delle tappe

### Prologo
- 8 maggio: Meyrin > Meyrin (cron. individuale) – 6,25 km

| Pos. | Corridore        | Squadra     | Tempo |
| ---- | ---------------- | ----------- | ----- |
| 1    | Laurent Fignon   | Renault-Elf | 8'02" |
| 2    | Stephen Roche    | La Redoute  | a 4"  |
| 3    | Gerrie Knetemann | Europ Decor | s.t.  |

| Pos. | Corridore        | Squadra     | Tempo |
| ---- | ---------------- | ----------- | ----- |
| 1    | Laurent Fignon   | Renault-Elf | 8'02" |
| 2    | Stephen Roche    | La Redoute  | a 4"  |
| 3    | Gerrie Knetemann | Europ Decor | s.t.  |

### 1ª tappa
- 9 maggio: Meyrin > Vevey – 109 km

| Pos. | Corridore        | Squadra     | Tempo    |
| ---- | ---------------- | ----------- | -------- |
| 1    | Fons De Wolf     | Europ Decor | 6h07'53" |
| 2    | Serge Demierre   | Cilo        | a 2'39"  |
| 3    | Bernard Bourreau | Peugeot     | s.t.     |

| Pos. | Corridore      | Squadra     | Tempo    |
| ---- | -------------- | ----------- | -------- |
| 1    | Fons De Wolf   | Europ Decor | 6h16'06" |
| 2    | Laurent Fignon | Renault-Elf | a 2'35"  |
| 3    | Serge Demierre | Cilo        | a 2'39"  |

### 2ª tappa
- 10 maggio: Vevey > Crans-Montana – 181 km

| Pos. | Corridore     | Squadra   | Tempo    |
| ---- | ------------- | --------- | -------- |
| 1    | Robert Millar | Peugeot   | 5h26'16" |
| 2    | Pascal Simon  | Peugeot   | a 22"    |
| 3    | Steven Rooks  | Panasonic | s.t.     |

| Pos. | Corridore      | Squadra     | Tempo     |
| ---- | -------------- | ----------- | --------- |
| 1    | Robert Millar  | Peugeot     | 11h45'13" |
| 2    | Laurent Fignon | Renault-Elf | a 2"      |
| 3    | Stephen Roche  | La Redoute  | a 10"     |

### 3ª tappa
- 11 maggio: Crans-Montana > Losanna – 137 km

| Pos. | Corridore      | Squadra       | Tempo    |
| ---- | -------------- | ------------- | -------- |
| 1    | Bernard Vallet | La Vie Claire | 3h27'28" |
| 2    | Harald Maier   | Europ Decor   | s.t.     |
| 3    | Stefan Mutter  | Cilo          | s.t.     |

| Pos. | Corridore      | Squadra     | Tempo     |
| ---- | -------------- | ----------- | --------- |
| 1    | Robert Millar  | Peugeot     | 15h13'11" |
| 2    | Laurent Fignon | Renault-Elf | a 2"      |
| 3    | Stephen Roche  | La Redoute  | a 10"     |

### 4ª tappa
- 12 maggio: Losanna > Porrentruy – 206 km

| Pos. | Corridore           | Squadra        | Tempo    |
| ---- | ------------------- | -------------- | -------- |
| 1    | Laurent Fignon      | Renault-Elf    | 5h49'48" |
| 2    | Moreno Argentin     | Sammontana     | s.t.     |
| 3    | Johan van der Velde | Metauro Mobili | s.t.     |

| Pos. | Corridore      | Squadra     | Tempo     |
| ---- | -------------- | ----------- | --------- |
| 1    | Laurent Fignon | Renault-Elf | 21h02'51" |
| 2    | Robert Millar  | Peugeot     | a 8"      |
| 3    | Stephen Roche  | La Redoute  | a 18"     |

### 5ª tappa
- 13 maggio: Porrentruy > Saint-Imier – 104 km

| Pos. | Corridore           | Squadra        | Tempo    |
| ---- | ------------------- | -------------- | -------- |
| 1    | Johan van der Velde | Metauro Mobili | 2h46'10" |
| 2    | Niki Rüttimann      | La Vie Claire  | s.t.     |
| 3    | Steven Rooks        | Panasonic      | s.t.     |

| Pos. | Corridore     | Squadra    | Tempo     |
| ---- | ------------- | ---------- | --------- |
| 1    | Robert Millar | Peugeot    | 23h49'09" |
| 2    | Stephen Roche | La Redoute | a 10"     |
| 3    | Pascal Simon  | Peugeot    | a 13"     |

### 6ª tappa
- 13 maggio: Saint-Imier > Saint-Imier (cron. individuale) – 26,1 km

| Pos. | Corridore         | Squadra       | Tempo  |
| ---- | ----------------- | ------------- | ------ |
| 1    | Jean-Marie Grezet | Skil          | 45'45" |
| 2    | Stephen Roche     | La Redoute    | a 14"  |
| 3    | Niki Rüttimann    | La Vie Claire | a 40"  |

| Pos. | Corridore         | Squadra       | Tempo     |
| ---- | ----------------- | ------------- | --------- |
| 1    | Stephen Roche     | La Redoute    | 24h35'15" |
| 2    | Jean-Marie Grezet | Skil          | s.t.      |
| 3    | Niki Rüttimann    | La Vie Claire | a 45"     |

## Classifiche finali

### Classifica generale
| Pos. | Corridore         | Squadra                   | Tempo     |
| ---- | ----------------- | ------------------------- | --------- |
| 1    | Stephen Roche     | La Redoute                | 24h35'15" |
| 2    | Jean-Marie Grezet | Skil-Reydel-SEM-Mavic     | s.t.      |
| 3    | Niki Rüttimann    | La Vie Claire-Terraillon  | a 45"     |
| 4    | Pascal Simon      | Peugeot-Shell-Michelin    | a 52"     |
| 5    | Robert Millar     | Peugeot-Shell-Michelin    | a 1'24"   |
| 6    | Steven Rooks      | Panasonic                 | a 2'32"   |
| 7    | Laurent Fignon    | Renault-Elf               | a 2'49"   |
| 8    | Beat Breu         | Cilo-Aufina-Crans-Montana | a 4'25"   |
| 9    | Charly Mottet     | Renault-Elf               | a 4'40"   |
| 10   | Mike Gutmann      | La Vie Claire-Terraillon  | a 7'11"   |